# 瓜佩
瓜佩是巴西米纳斯吉拉斯州的一个市镇。总面积934.598平方公里，总人口13152人，人口密度14.1人/平方公里。